# Gallarus Oratory
L' Oratori Gallarus (Irlandès: Séipéilín Ghallarais) és l'església paleocristiana millor conservada d'Irlanda. És a la Península Dingle al comtat de Kerry a l'estat d'Irlanda.
L''església es va fundar entre els segles vi i ix si bé hi ha teories que en daten la construcció pot al segle xii.
Es va construir amb una tècnica de pedra seca:  les pedres sense argamassa una sobre una altra com es feien les tombes neolítiques i inclinades cap a l'exterior per a una millor evacuació de l'aigua. La forma de la construcció s'assembla a la quilla invertida d'un vaixell.

## Galeria

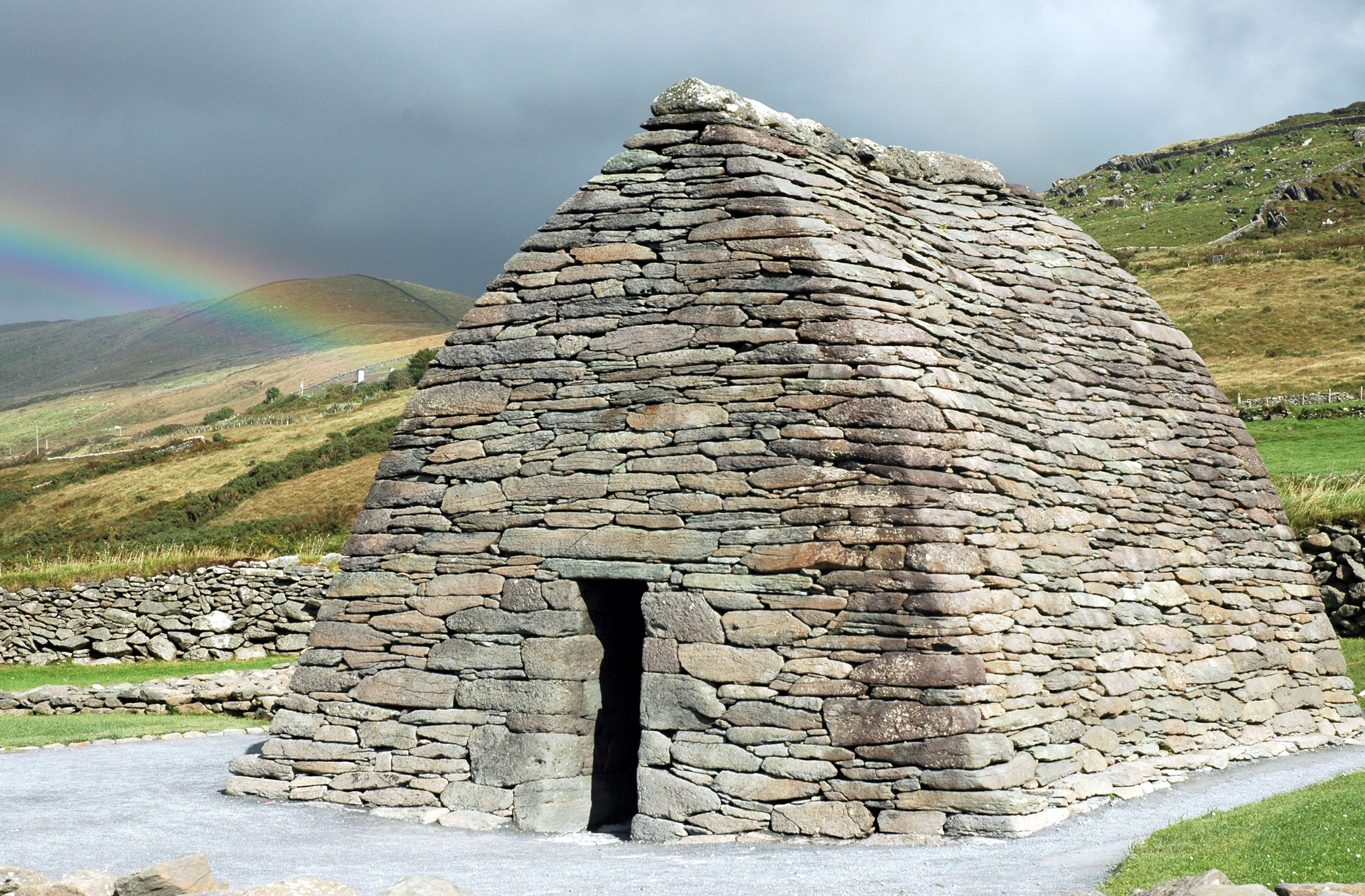
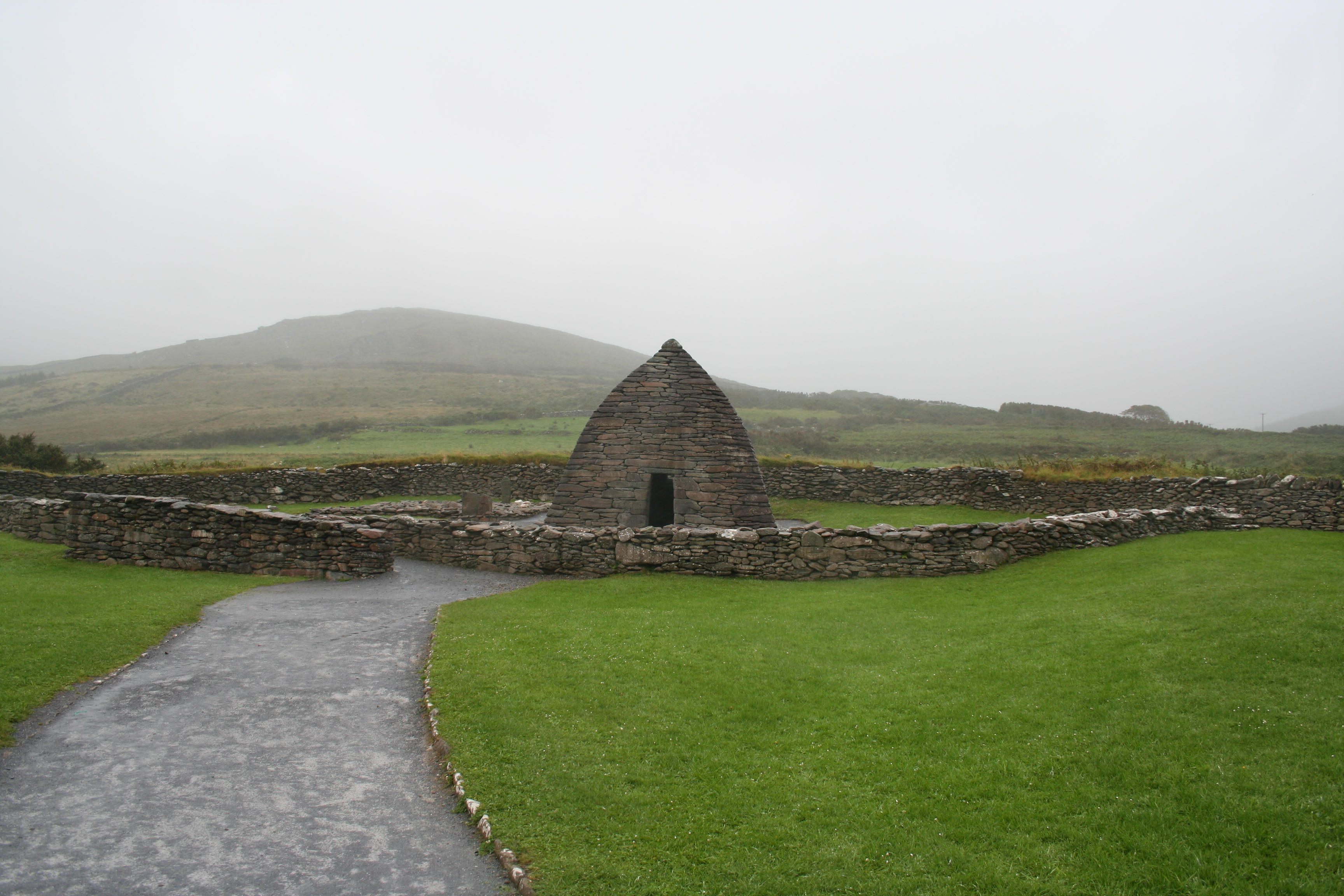
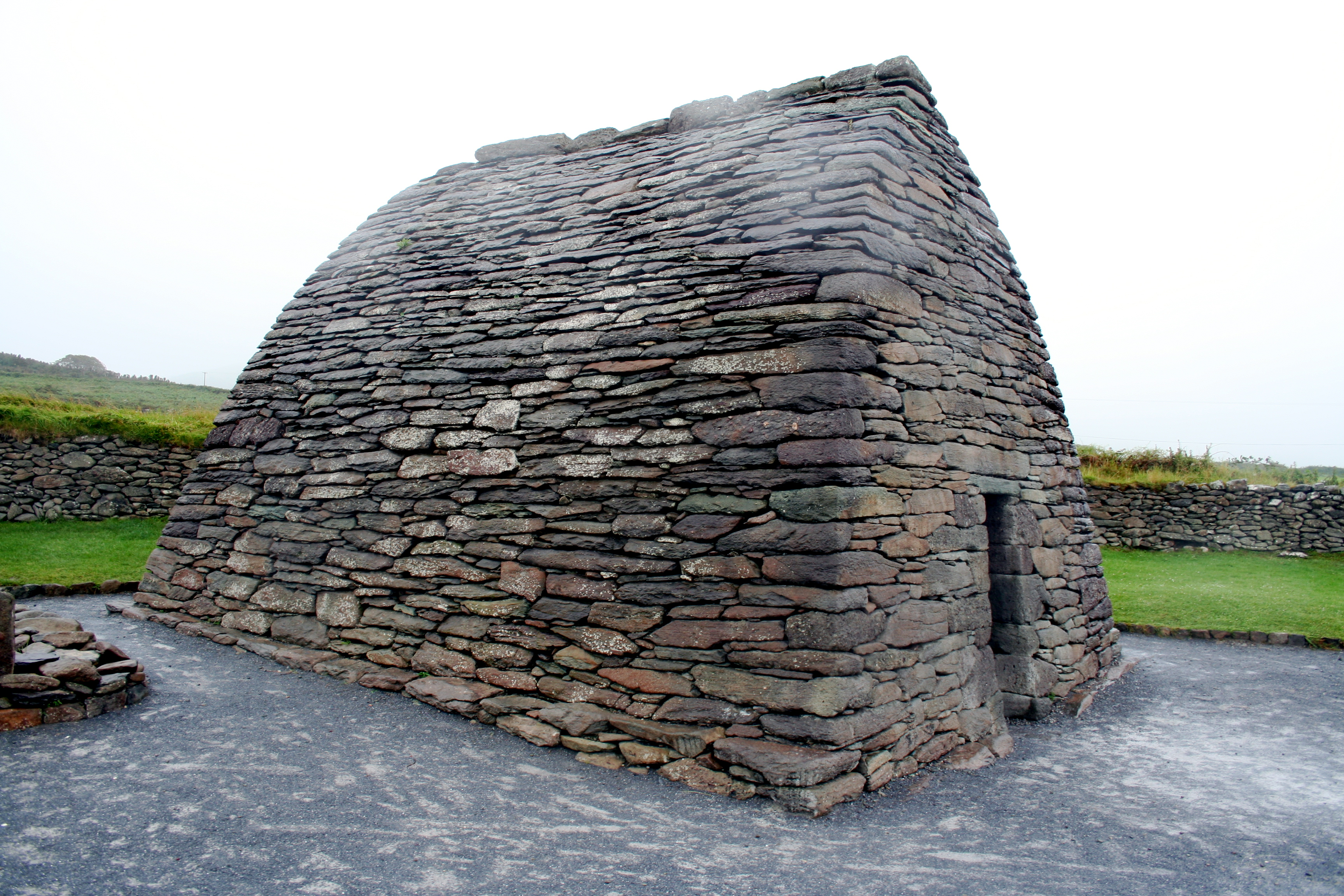
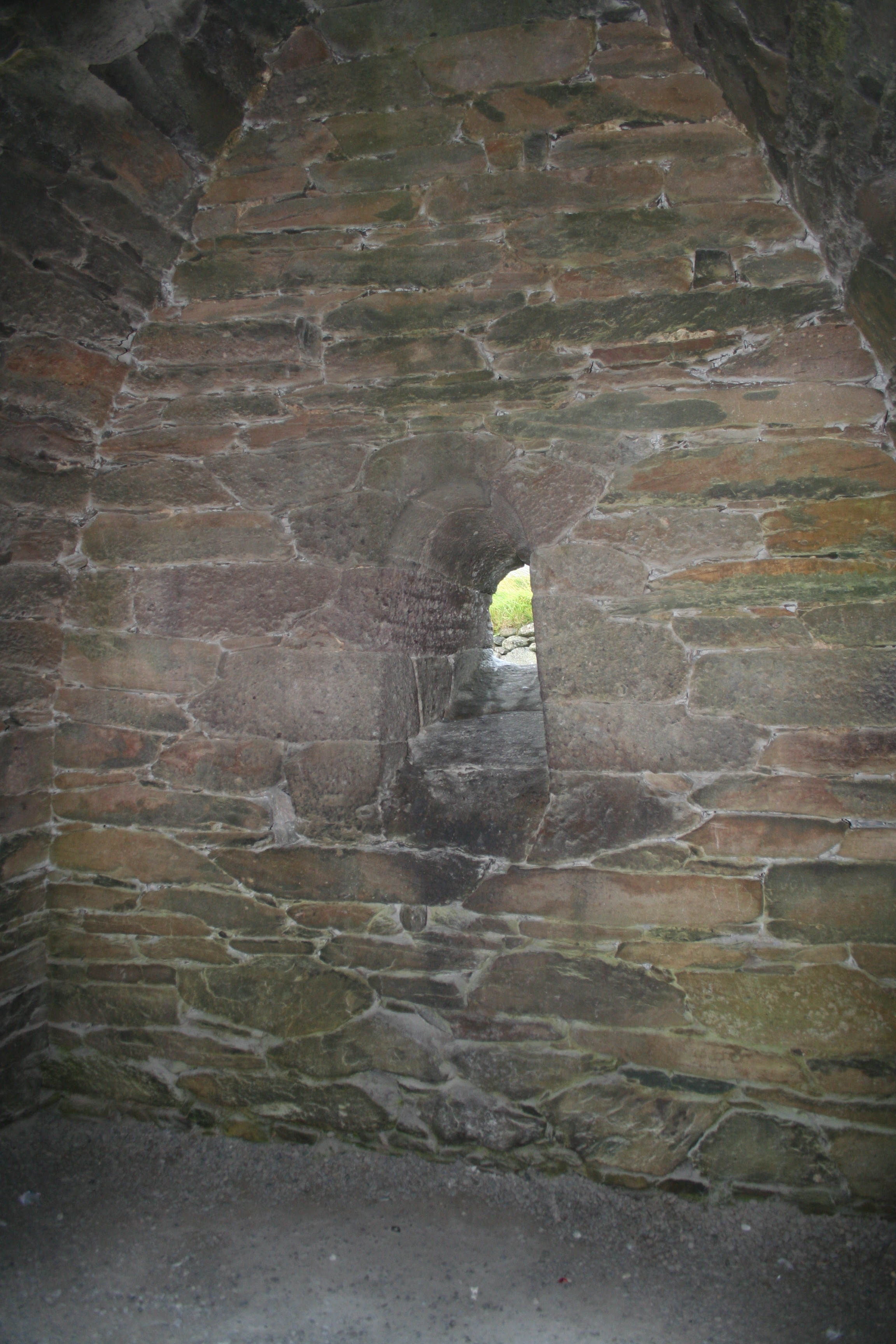